# Ahaetulla
Ahaetulla är ett släkte av ormar. Ahaetulla ingår i familjen snokar.
Dessa ormar är smala och når en längd upp till 2 meter. Kroppsfärgen är grön till brunaktig och huvudet har en kännetecknande spetsig form. De förekommer i södra Kina, Indien, Sri Lanka och i andra delar av det sydostasiatiska fastlandet. Arterna lever i skogar och i kulturlandskap och klättrar i träd. De jagar ödlor, småfåglar och mindre däggdjur. Honor föder levande ungar (vivipari). Det giftiga bettet anses inte vara farlig för människor.
Arter enligt Catalogue of Life och The Reptile Database:
- Ahaetulla dispar
- Ahaetulla fasciolata
- Ahaetulla fronticincta
- Ahaetulla mycterizans
- Ahaetulla nasuta
- Ahaetulla perroteti
- Ahaetulla prasina
- Ahaetulla pulverulenta

## Bildgalleri

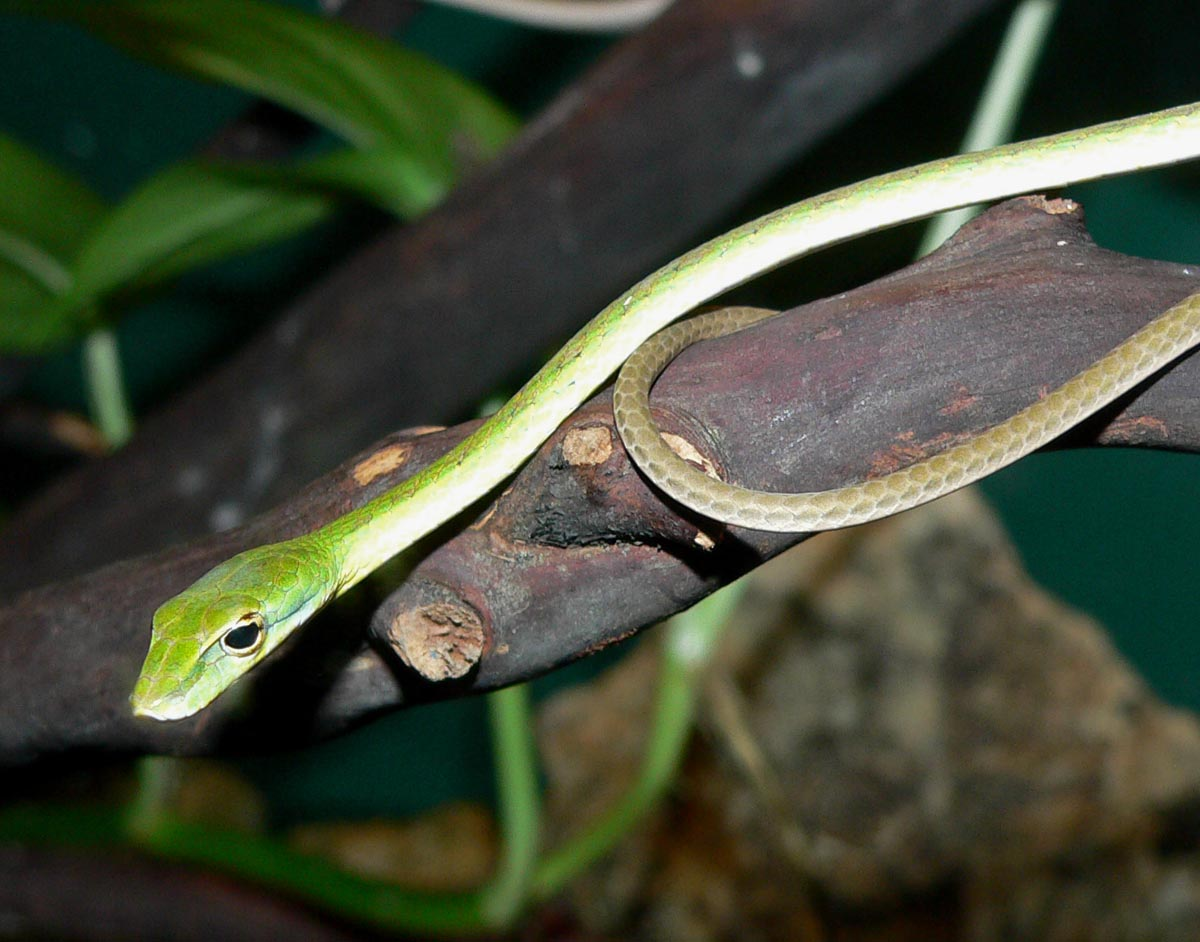
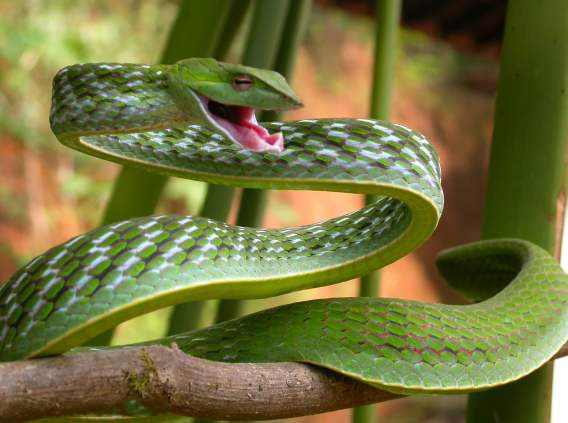
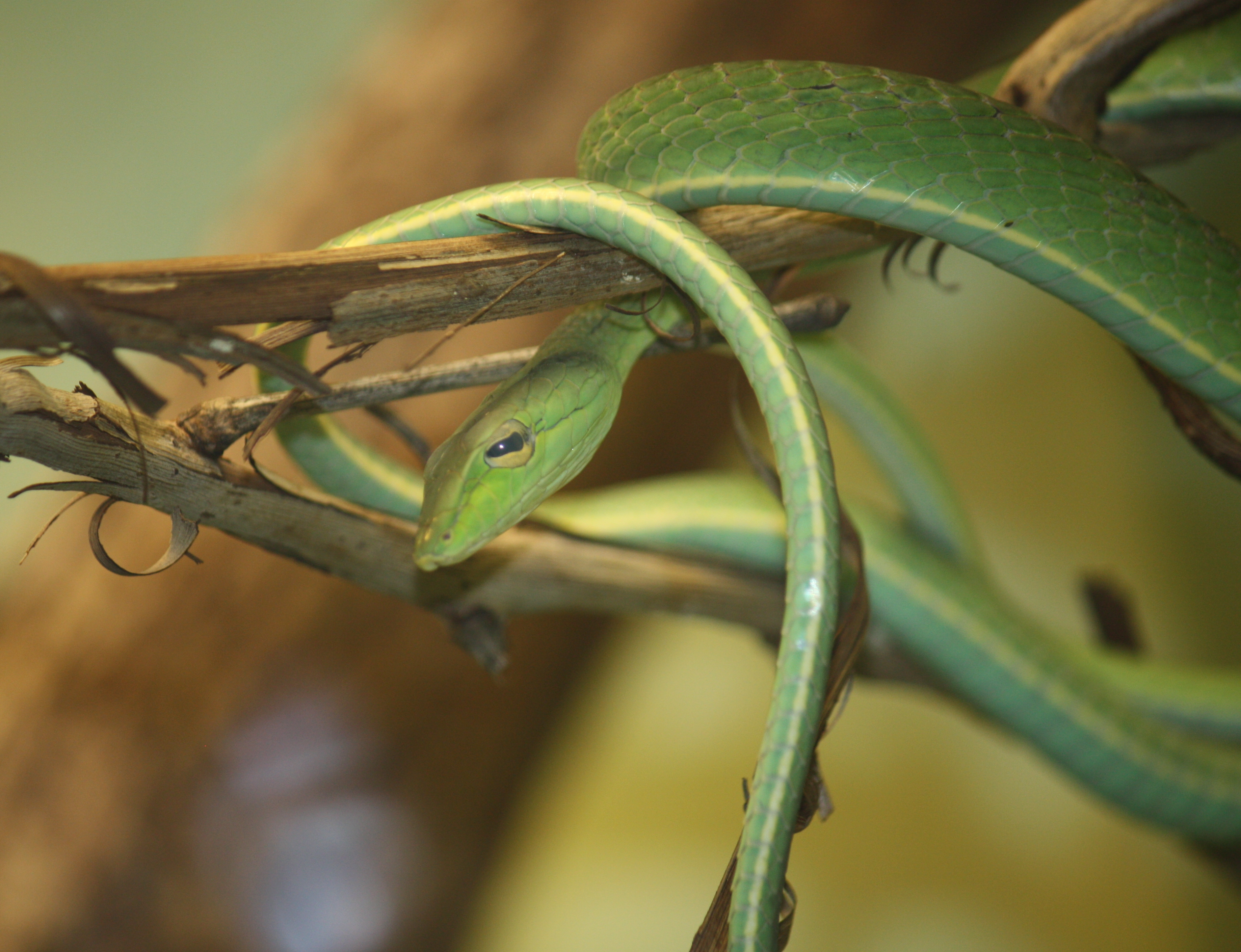
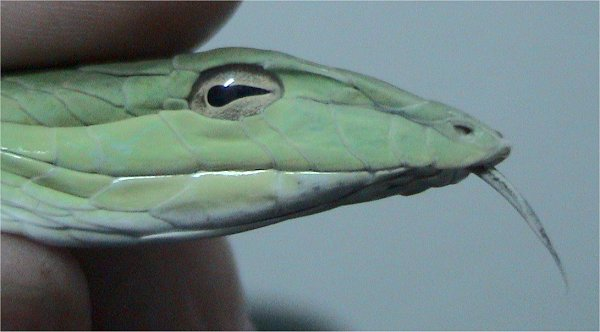
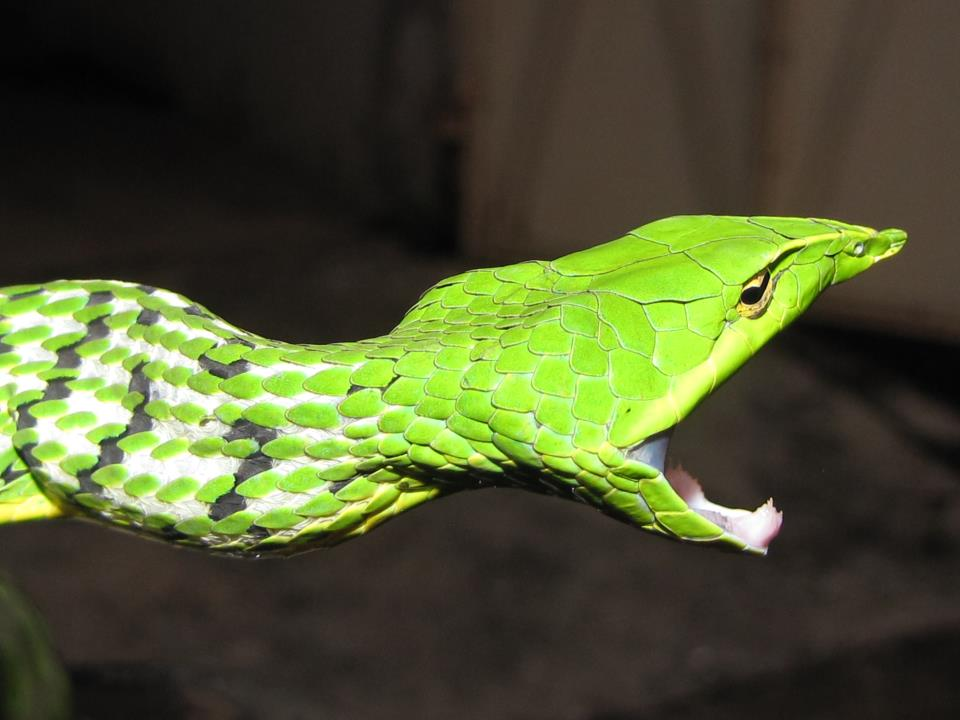
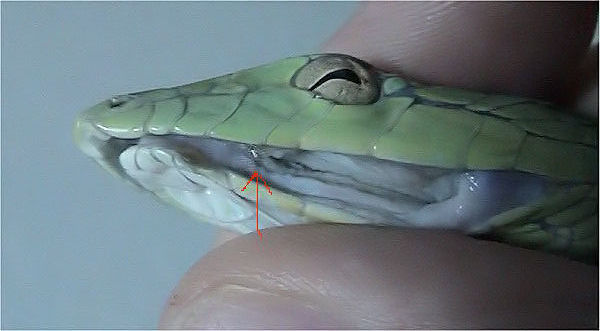